# El Porvenir de la Industria
El Porvenir de la Industria es una localidad perteneciente al municipio español de Fuente Obejuna, en la provincia de Córdoba, en la comunidad autónoma de Andalucía. Se encuentra ubicada a unos 8 kilómetros del núcleo municipal. En 2021 tenía una población de 237 habitantes censados.

## Historia
Los orígenes de la localidad están estrechamente ligados a la actividad de la cuenca carbonífera de Peñarroya-Belmez-Espiel, aunque no sería hasta el último tercio del siglo XIX cuando se inició la explotación minera en la zona de El Porvenir. Los trabajos corrieron a cargo, principalmente, de la Sociedad Minera y Metalúrgica de Peñarroya (SMMP), con gran presencia en el municipio vecino de Pueblonuevo del Terrible. La localidad de «El Porvenir de la Industria» se levantó hacia 1898 o 1899, configurándose como un poblado minero de cierta importancia.